# James Mill
James Mill (Angus, 6 de Abril de 1773 – Kensington, 23 de Junho de 1836) foi um historiador e filósofo escocês e o pai de John Stuart Mill. Foi um partidário do liberalismo e um famoso representante do radicalismo filosófico, uma escola de pensamento também conhecida por Utilitarianismo, a qual defende uma base científica para a filosofia.

## Biografia

### Infância e estudos na Escócia
James Mill nasceu em Northwater Bridge, na paróquia de Logie-Pert, Forfarshire, Escócia, filho de James Mill, um sapateiro. Sua mãe, Isabel Fenton, de uma boa família que sofrera por ter estado ligada com o Levante Jacobita) resolveu que o seu filho deveria receber uma educação primorosa e enviou-o inicialmente para a escola da paróquia e depois para a Montrose Academy, onde ele permaneceu até à idade de 17 anos e meio. Ele entrou então para a Universidade de Edimburgo, onde se distinguiu na literatura clássica (Grego).
Em Outubro de 1798 licenciou-se, tornando-se um pastor presbiteriano, mas teve pouco sucesso. Entre 1790 e 1802, para além de ter sido tutor de várias crianças, ele ocupou-se com o estudo de história e filosofia.

### Chegada a Londres
Com as limitadas perspectivas de uma carreira na Escócia, em 1802 ele foi para Londres na companhia de Sir John Stuart, então membro do parlamento (único para Escócia e Inglaterra) pela região de  Kincardineshire, e devotou-se ao trabalho literário. Entre 1803 e 1806 ele foi editor de um periódico ambicioso intitulado "Literary Journal", que tinha por objectivo oferecer uma vista panorâmica de todos os principais campos de conhecimento humano.
Durante este tempo ele também editou a St James's Chronicle, pertencente ao mesmo titular. Em 1804, ele escreveu um panfleto sobre o milho comércio, argumentando contra um subsídio sobre a exportação de grãos. Em 1805 ele publicou uma tradução (com notas e citações) do FC Villers do trabalho sobre a Reforma, uma implacável exposição dos alegados vícios do sistema papal. Em 1805 casou com Harriet Burrow, cuja mãe, uma viúva, manteve um estabelecimento para lunáticos em Hoxton. Em seguida, ele tomou uma casa em Pentonville, onde seu filho mais velho, John Stuart Mill nasceu, em 1806. Ainda no final deste ano ele começou a sua História da Índia, que ele levou doze anos para concluir, em vez de três ou quatro, como se tinha esperado.

## Principais obras

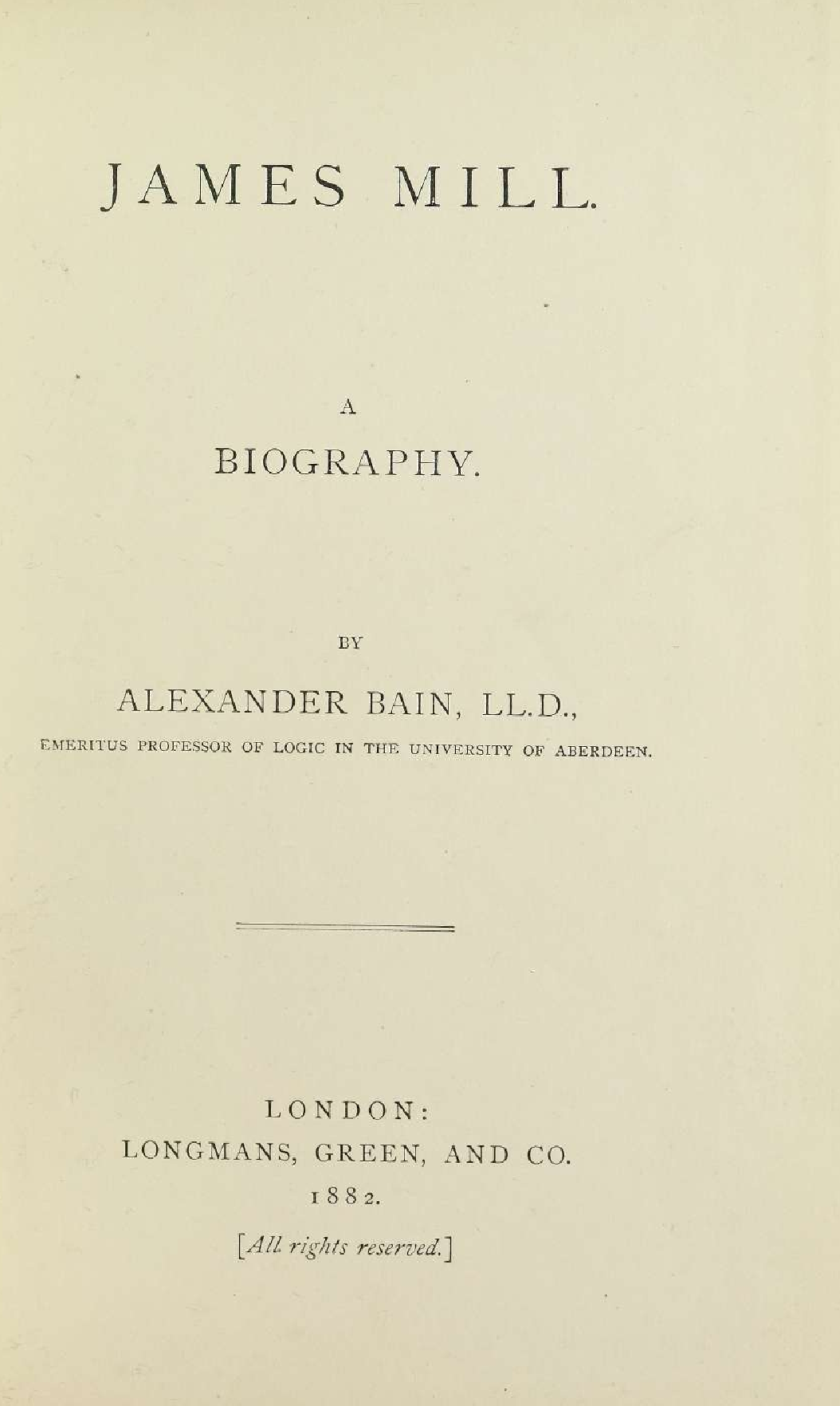
Alexander Bain, James Mill. A biography, 1882

- An essay of the impolicy of a bounty on the exportation of grain, 1804.
- "Lord Lauderdale on Public Wealth", 1804, Literary Journal Vol. IV, No. 1[1]
- Commerce Defended, 1808.
- "Thomas Smith on Money and Exchange", 1808, Edinburgh Review no. XXV, pp. 35–68[2]
- The History of British India, 3 vols., 1817 (e muitas edições posteriores)
- "Government", 1820, Encyclopædia Britannica
- Elements of Political Economy, 1821
- "Liberty of the Press", 1825, Encyclopædia Britannica
- Essays on Government, Jurisprudence, Liberty of the Press, Education, and Prisons and Prison Discipline, 1823.
- Analysis of the Phenomena of the Human Mind, 2 vols., 1829.[3] Revised edn, 2 vols, 1869.[4]
- Essay on the Ballot[5] and Fragment on Mackintosh,[6] 1830.
- "Whether Political Economy is Useful", 1836, London Review, vol. II, pp. 553–572.
- The Principles of Toleration, 1837.